# Basílica Pórcia
A Basílica Pórcia foi a primeira basílica civil construída na Roma Antiga, por obra de Catão, o Velho, em 184 a.C., durante seu mandato como censor e batizada em sua homenagem. 

## História
O objetivo de Catão era criar um espaço para a administração das leis e para que os comerciantes se encontrassem, mas não sem encontrar oposição no Senado Romano, especialmente da facção de Cipião, o Africano. Ela ficava a oeste da Cúria Hostília, numa terra comprada antecipadamente por Catão e onde estavam lojas e casas privadas. Muitos julgamentos famosos de Roma foi realizados ali.
Em 112 a.C., Lúcio Calpúrnio Pisão julgou ali o conflito entre os habitantes de Ierapetra e seus vizinhos. Em 75 a.C., segundo Plutarco, o jovem Catão Uticense, ainda como tribuno da plebe, realizou seu primeiro discurso. 
Ela foi destruída durante o funeral de Públio Clódio Pulcro, em 52 a.C., quando o fogo de sua pira funerária se espalhou da frente da Cúria para a basílica e outros edifícios vizinhos. As ruínas foram provavelmente terraplanadas depois para a permitir novas construções no local. Júlio César posteriormente começou as suas obras no Fórum com a construção de uma nova cúria, Cúria Júlia, e um fórum, Fórum de César, ambos levando seu nome. Durante esta obra, a Basílica Pórcia, construída por um ancestral de seu grande adversário, Catão Uticense, não foi reformada.

## Localização
| Planimetria do Comício (antes de César) |
| --- |
| Cúria Júlia Templo da Concórdia Altar de Saturno Umbilicus Urbis Senáculo Rostra Antiga Lápis Níger Basílica Pórcia Basílica Opímia Cúria Hostília Cárcere Grecóstase Coluna Mênia Área Volcanal |
| Em pontilhado, o traçado do Comício arcaico. Em cinza, a silhueta da Cúria Júlia, como indicativo de posição.                                                                                    |